# Willem Jacobsz. Delff
Willem Jacobsz. Delff ou Willem Jacobsz. Delff le Jeune (15 septembre 1580, Delft - 11 avril 1638, Delft) est un graveur et peintre néerlandais du siècle d'or. Il est connu pour ses gravures de portraits et de scènes historiques.

## Biographie
Willem Jacobsz. Delff est né le 15 septembre 1580 à Delft aux Pays-Bas.
Il étudie la peinture auprès de son père Jacob Willemsz Delff I et la gravure auprès de Hendrick Goltzius. Il devient membre de la guilde de Saint-Luc de Delft vers 1613. Il épouse Geertruid van Mierevelt, la fille du peintre Michiel Jansz van Mierevelt. Il est le père du peintre Jacob Willemsz Delff II. Il exécute de nombreuses gravures de grande qualité d'après les œuvres des peintres tels que Michiel Jansz van Mierevelt et Adriaen Pietersz. van de Venne.
Il meurt le 11 avril 1638 à Delft et y est enterré le 14 avril 1638.

## Œuvres
- Portrait de Johan van Oldenbarnevelt[2], Rijksmuseum, Amsterdam
- Portrait du prince Frédéric-Henri[3], Rijksmuseum, Amsterdam
- Tyrannie d'Albe, vers 1569[4], Rijksmuseum, Amsterdam